# Peter One
Peter One,  de son vrai nom Pierre-Evrard Tra, né en 1956, est un musicien ivoirien. Son instrument de musique est la guitare acoustique. Il sort deux albums en Côte d’Ivoire avec Jess Sah Bi, Our Garden Needs Its Flowers en 1985 et Spirit In 9 en 1987. Peter One immigre aux États-Unis en 1995 y devient célèbre. Our Garden est réédité en 2018 et sort un autre album solo, Come Back to Me.

## Biographie
Peter One est naît en 1956 à Bonoua, en Côte d’Ivoire. À l’âge de 17 ans, il entre à l’Université d’Abidjan actuel Université Félix Houphouët Boigny. À Bonoua et à Abidjan, il découvre une grande variété de musiques populaires africaines et occidentales. Il subit l’influence particulière des artistes country et folk-rock, Don Williams, Crosby, Stills & Nash, Creedence Clearwater Revival et Simon & Garfunkel sur son style précoce,.
Peter One, forme à Abidjan un duo avec l’auteur, compositeur et interprète Jess Sah Bi, et ils sortent ensemble deux albums, Our Garden Needs Its Flowers en 1985 et Spirit In 9  en 1987,. Il apparaît sur scène avec une guitare acoustique. Pour élargir leur attrait, Peter One et Jess Sah Bi enregistrent des chansons en Gouro, en français et en anglais. La popularité de leurs albums permet au duo de faire une tournée en Côte d’Ivoire, et dans des pays de l'Afrique ouest comme le Togo et le Burkina Faso,.
Peter One dirige également un mouvement syndical de musiciens. Sa renommée et ses prise de positions politiques l’empêche de rester en Côte d’Ivoire, il immigre donc aux États-Unis en 1995.
Il poursuit une carrière musicale aux États-Unis et auto-produit un album solo, Alesso, en 2009. Il est également devenu infirmier. En 2013, il s’installe à Nashville, dans l'État du Tennessee. La réédition de Our Garden en 2018 par le label Awesome Tapes From Africa attire l’attention des fans, des collègues musiciens et des producteurs. Depuis lors, Peter One fait des tournées dans le pays et au Royaume-Uni.
En 2023, il sorti un album solo, Come Back To Me. Jess Sah Bi contribue au chant sur le morceau Bonne Année,,.

## Discographie

### Albums avec Jess Sah Bi
- 1985 : Our Garden Needs Its Flowers
- 1987 : Spirit in 9

### Albums solo
- 2009 : Alesso
- 2023 : Come Back To Me[10]